# Mauritia flexuosa

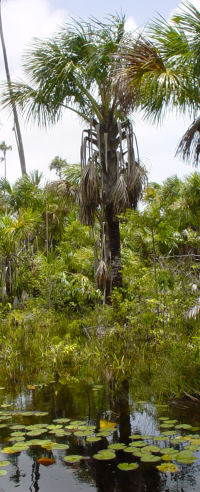
Palma w naturalnym habitacie

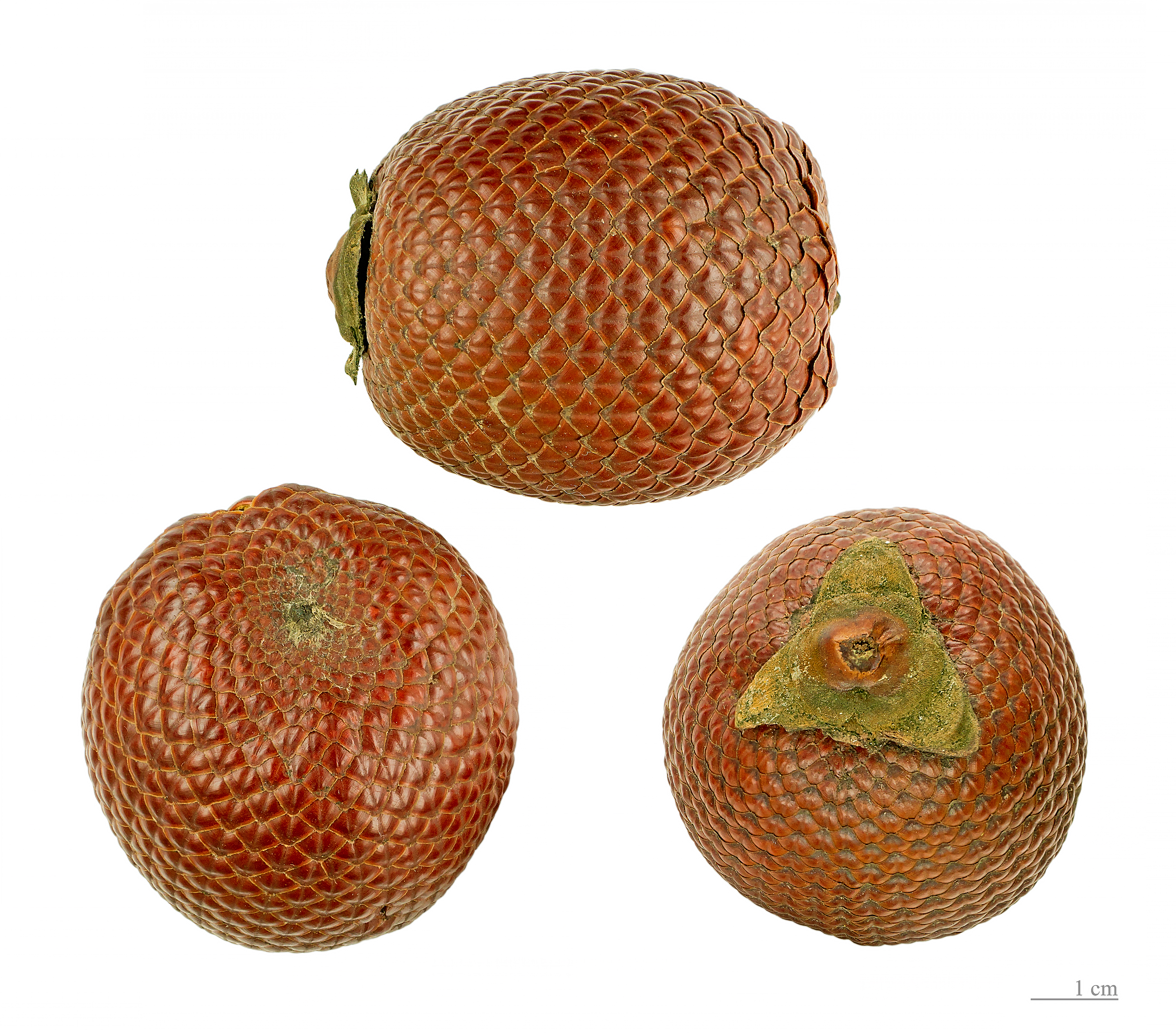
Owoce

Mauritia flexuosa – gatunek drzewa z rodziny arekowatych, pierwotnie występująca w północnej części Ameryki Południowej. Rośnie na bagnach i innych terenach podmokłych. W naturalnym środowisku tworzy gęste skupiska. Nazwy zwyczajowe: aguaje (Peru), buriti (Brazylia)

## Morfologia
Kulista wachlarzowata korona.
LiścieWachlarzowate, długość do 2,5 m.
KwiatyŻółte, w kwiatostanach o długości do 1,5 m.
OwoceOkrągławe, brązowe, 5 do 7 cm średnicy, pokryte błyszczącymi łuskami. nasiona posiadają zdolność unoszenia się na powierzchni wody. W ten sposób gatunek się rozprzestrzenia.

## Zastosowanie
- Olej pozyskiwany z owoców służy do produkcji kosmetyków.
- Włókna służą do wykonywania sznurów, mat itd.